# بيناميخي (قرطبة)
بلدية بنو بشير أو بنو مغيلة أو (نقحرة: بيناميخي) (بالإسبانية: Benamejí)‏، هي إحدى بلديات مقاطعة قرطبة إحدى مقاطعات إسبانيا، و التي تقع في منطقة الأندلس جنوب إسبانيا.
يبلغ عدد سكانها 5.095 نسمة وفقاً لإحصائية سنة (2007).

## أعلام
- البرتو اغويلار لييفا